# Alisa Lepselter
Alisa Lepselter (* 1963) ist eine US-amerikanische Filmeditorin.
Alisa Lepselter studierte Kunstgeschichte an der Duke University in North Carolina. Seit Mitte der 1980er Jahre ist sie als Schnittassistentin tätig, mit dem Film Walking and Talking wurde sie ab 1995 als eigenständige Editorin aktiv. Seit dem Film Sweet and Lowdown von 1999 schneidet sie alle Filme von Woody Allen und trat so die Nachfolge der Editorin Susan E. Morse an. 2009 und 2012 war sie jeweils für den Eddie Award der American Cinema Editors nominiert.

## Filmografie (Auswahl)
- 1996: Walking and Talking
- 1999: Sweet and Lowdown
- 2000: Schmalspurganoven (Small Time Crooks)
- 2001: Im Bann des Jade Skorpions (The Curse of The Jade Scorpion)
- 2002: Hollywood Ending
- 2003: Anything Else
- 2004: Melinda und Melinda (Melinda and Melinda)
- 2005: Match Point
- 2006: Scoop – Der Knüller (Scoop)
- 2007: Cassandras Traum (Cassandra’s Dream)
- 2008: Vicky Cristina Barcelona
- 2009: Whatever Works – Liebe sich wer kann (Whatever Works)
- 2010: Ich sehe den Mann deiner Träume (You Will Meet a Tall Dark Stranger)
- 2011: Midnight in Paris
- 2012: To Rome with Love
- 2013: Blue Jasmine
- 2014: Magic in the Moonlight
- 2015: Irrational Man
- 2016: Café Society
- 2017: Wonder Wheel
- 2019: A Rainy Day in New York
- 2020: Rifkin’s Festival
- 2023: You Hurt My Feelings
- 2023: Coup de chance